# Enrico Morozzo Della Rocca
Enrico Morozzo Della Rocca, conte di Morozzo, marchese di Bianzè, signore di San Genuario, consignore di Roasio e di Torricella, nobile dei marchesi di Rocca de' Baldi, nobile dei signori del Marchesato di Ceva (Torino, 20 giugno 1807 – Luserna San Giovanni, 12 agosto 1897), è stato un nobile, generale e politico italiano del Risorgimento. Fu ministro della guerra del Regno di Sardegna.

## Biografia
Enrico Morozzo Della Rocca apparteneva ad una nobile famiglia piemontese originaria di Morozzo e trasferitasi a Torino, i Morozzo della Rocca; era figlio del conte Carlo Filippo Morozzo Della Rocca e di sua moglie, la nobildonna savoiarda Gabriella Sofia Cisa Asinari di Gresy.
Iniziò la propria carriera militare frequentando la Regia Accademia Militare di Torino dal 1º agosto 1816, distinguendosi per il proprio ingegno e la propria preparazione. Già il 2 aprile 1824 venne nominato sottotenente. Luogotenente dal 24 agosto 1825, venne promosso capitano l'11 febbraio 1831. Successivamente venne nominato maggiore (30 aprile 1843) e poi colonnello (24 marzo 1848), divenendo maggiore generale il 12 marzo 1849, promosso dopo essersi distinto durante le rivolte popolari di quegli anni. Nel 1849 fu ministro della guerra nel governo d'Azeglio I.
Durante la prima guerra d'indipendenza, quale colonnello di stato maggiore della Divisione della Riserva, partecipò alla battaglia di Santa Lucia del 6 maggio 1848.
Il 4 luglio 1857 venne nominato luogotenente generale e successivamente tenente generale Capo di stato maggiore il 22 aprile 1859, grado con cui prestò servizio durante la seconda guerra d'indipendenza.
Il 6 ottobre 1860 fu nominato generale d'armata e guidò il V Corpo d'Armata piemontese nell'invasione del Regno delle Due Sicilie, intervenendo nell'assedio di Ancona e risolvendo in soli tre giorni l'assedio di Capua.
Nel 1866 la terza guerra d'indipendenza lo vide al comando del III Corpo d'armata del Regio Esercito. Nel corso della battaglia di Custoza, in una situazione che volgeva al peggio, la 9ª divisione al comando del generale Giuseppe Govone operò una serie di contrattacchi su Custoza che avrebbero potuto spianare la strada alla vittoria italiana, se soltanto i suoi soldati, dopo una giornata di aspri combattimenti, fossero stati aiutati dalle due divisioni di fanteria e dalla cavalleria che stazionavano assolutamente immobili a pochi chilometri di distanza al comando del generale Della Rocca. Ma questi, forse per antipatia personale, per orgoglio di grado o per cieca adesione agli ordini ricevuti dal comandante in capo Alfonso La Marmora, rifiutò ogni soccorso e così la giornata finì in un'inopinata sconfitta.
Durante la propria vita ricoprì inoltre una serie di altri incarichi di rappresentanza ed amministrativi che lo fecero conoscere e lo distinsero non solo all'interno della corte sabauda prima e italiana poi, ma anche presso le altre corti europee: il 29 febbraio 1852 venne nominato comandante di corpo di Stato maggiore, rimanendo in carica sino al 1857.
Sul piano cortigiano, divenne Secondo scudiero di S.M. il Re dal 3 marzo 1833 e divenne Primo scudiero e gentiluomo di camera del duca di Savoia dal 4 aprile 1842. Godendo della fiducia di Vittorio Emanuele II di Savoia, il 24 aprile 1849 venne nominato suo aiutante di campo, divenendo Primo aiutante di campo dal 4 luglio 1857 e ottenendo la carica onoraria dal 24 febbraio 1878.
Il 5 marzo 1882 venne nominato da Umberto I Primo aiutante di campo generale onorario di S.M. il Re, in riconoscimento anche alla grande opera di ambasceria svolta negli anni del Risorgimento, quando si recò in Sassonia (1850), Belgio (1855), Francia (febbraio 1858) e Prussia (1861), presenziando come ambasciatore straordinario all'incoronazione del Re di Prussia.